# 인천새말초등학교
인천새말초등학교는 대한민국 인천광역시 남동구에 있는 공립 초등학교이다.

## 학교 연혁
- 2004 03.01 인천새말초등학교 개교(1-5학년 26학급 편성)
- 2005 08.31 도서관 현대화 사업
- 2006 02.15 제 1회 졸업식(176명 졸업)
- 2007 05.16 컴퓨터실 인테리어 및 정보화기기 현대화
- 2007 11.14 학교평가 우수교 표창
- 2008 04.29 운동장 그늘막 설치
- 2008 07.15 과학실 현대화 사업
- 2009 02.27 핸드레일 설치
- 2009 11.20 교사 외벽 도장 공사
- 2010 03.22 새말돌봄교실 개설
- 2010 04.01 시지정 흡연예방 및 금연 선도학교
- 2011 04.01 시지정 칭찬교육 선도학교
- 2011 08.01 시지정 독서토론 중심학교
- 2012 03.01 2012 시교육청지정 융합인재교육(STEAM) 연구학교
- 2012 11.29 융합인재교육(STEAM) 우수학교 교과부 표창
- 2012 12.31 기초미달학생 제로화 달성 학력우수교 표창
- 2013 01.31 미래형 과학교실 구축
- 2013 03.04 시지정 융합인재교육 정책연구학교
- 2013 12.11 동부 푸른교육활동 우수교 표창
- 2014 06.12 노후 CCTV 13대 교체
- 2014 06.16 운동장 어린이놀이시설 설치
- 2015 05.01 어깨동무학교, 법사랑학교 운영
- 2015 11.04 제 53주년 소방의 날 학교 표창
- 2015 12.21 법사랑 우수학교 표창
- 2016 02.01 어깨동무학교 우수학교 표창
- 2016 08.31 학생 쉼터 및 드림스테이션 구축
- 2017 03.02 어깨동무학교 운영 및 바른 말 동아리 운영
- 2017 09.01 제6대 김백영교장 취임
- 2018 03.01 행복나눔학교 운영
- 2018 03.01 마을연계 모델학교 운영
- 2018 03.01 학교 내 대안교실 운영
- 2018 03.01 어깨동무학교 운영

## 동교 참고 자료
- 인천새말초등학교 - 한국교육학술정보원 학교알리미